# Matthew Holmes
Matthew Holmes (Wigan, 8 dicembre 1993) è un ex ciclista su strada britannico.

## Palmarès

### Strada
- 2016 (Madison Genesis, una vittoria)

Classifica generale Totnes Vire Two Day
- 2019 (Madison Genesis, tre vittorie)

2ª tappa Manx Trophy (cronometro)
4ª tappa Manx Trophy
Classifica generale Manx Trophy
- 2020 (Lotto Soudal, una vittoria)

6ª tappa Tour Down Under (McLaren Vale > Willunga Hill)

#### Altri successi
- 2018 (Madison Genesis)

Danum Trophy
- 2019 (Madison Genesis)

Cull Cup & Duncan Sparrow Road Race
Classifica generale Richard James Taylor Road Race
- 2024

Rapha Lincoln Grand Prix

### Gravel
- 2024

UCI Gravel World Series ME - The Gralloch
- 2025

UCI Gravel World Series ME - 114 Gravel Race

## Piazzamenti

### Grandi Giri
- Giro d'Italia

2020: 81º
2022: 116º
- Vuelta a España

2021: fuori tempo massimo (18ª tappa)

### Classiche monumento
- Liegi-Bastogne-Liegi

2022: 67º
- Giro di Lombardia

2021: ritirato

### Competizioni mondiali
- Campionati del mondo

Copenaghen 2011 - In linea Junior: 92º
- Campionati del mondo gravel

Belgio 2024 - Elite: 40º

### Competizioni europee
- Campionati europei

Offida 2011 - In linea Junior: ritirato
Plouay 2020 - In linea Elite: 25º